# Fernando Marzan
Fernando Marzan (* 1967) ist ein argentinischer Tangopianist.

## Leben
Marzan begann seine musikalische Ausbildung im Alter von sechs Jahren. Er studierte Chorleitung und klassisches Klavier in Argentinien und den USA. 1988 dirigierte er das Orchester bei einer Aufführung des Musicals High Society in Buenos Aires. Zwischen 1987 und 1994 trat er in verschiedenen argentinischen Fernsehshows wie La Noche del Domingo, Alejandro Dolina und Hola Susana auf.
Von 1994 bis 2001 war Marzan Pianist der Produktion Forever Tango, mit der er durch die USA, Kanada, Japan, Italien, England, Portugal, Korea, Mexiko und Argentinien tourte. 1994–1995 spielte er in Los Angeles zwei CDs der Produktion ein, eine dritte und vierte folgte 2000. Daneben war er 1999 musikalischer Leiter der Show Tango Vivo, die in den USA und im Maisonneuve-Theater in Montreal aufgeführt wurde. Auch in den folgenden Jahren leitete Marzan Tango-Shows: Tango Seducción (2002), Tango Buenos Aires (2003), Tango Emotion (2004) und Tango Dreams IV (2005).
2001 nahm Marzan in Japan eine CD mit Taro Hakase auf, im Folgejahr war er Dirigent bei einer CD-Aufnahme des Sängers Martín de León. 2004 trat er in der Show Tango Dreams mehr als einhundert Mal in Tokio und in Forever Tango in Rom, Chicago, Philadelphia, Detroit und Toronto auf. Seit 1999 leitet Marzán ein eigenes Quartett, mit dem er zwei CDs einspielte: Bendita Buenos Aires (2001) und Recuerdo (2003). 2005 führte er zur Eröffnung des  Hispanic Convention Center in Albuquerque mit seinem Quartett und Mitgliedern des New Mexico Symphony Orchestra unter Leitung von Javier Lorenzo Astor Piazzollas Oper María de Buenos Aires auf. 2010 wirkte er an der CD-Aufnahme des Musicals Tango Buenos Aires von Emilio Kauderer mit. Auf dem Soloalbum Bendita Buenos Aires spielte er auch einige eigene Kompositionen ein.